# 텡기르 오르도
텡기르 오르도(키르기스어: Теңир Ордо→텡그리의 오르도)는 키르기스스탄의 텡그리교 신이교주의다.
원래 2003년에 국민유산 보존을 위한 텡기르오르도 협회(Tengir-Ordo Association for the Preservation of the National Heritage)라는 이름의 학술단체로 설립되었고, 같은 해 비슈케크에서 최초의 텡그리교에 관한 최초의 과학적 국제심포지움을 주최하기도 했다. 이후 종교화되어 2005년 지금의 종교법인으로 등록되었고 국제과학적텡그리연구센터(International Scientific Center of Tengrist Studies)를 자매 단체로 함께 등록했다.
이 종교의 창시자는 다스탄 사리굴로프로, 텡그리교에 관한 책을 여럿 쓴 왕성한 학자였다. 그는 튤립 혁명 이후 2005년에서 2006년까지 쿠르만베크 바키예프 정권의 각료로 입각하기도 했고, 이념위원회 위원장으로서 텡그리교를 키르기스인의 국민성을 규정하는 이념으로 삼아야 한다고 주장했었다.
키르기스인 작가 초이운 오무랄리예프(Choiun Omuraliev)가 1994년 책 『텡그리교』에서 설명한 바에 따르면, 키르기스 텡그리교는 소련 붕괴 이후 우후죽순 발생한 전(前)이슬람 전통종교 복원운동 가운데 첫 세대에 속한다. 교주 사리굴로프는 텡그리교를 키르기스인 본래의 토착종교였으며, 특히 세계화 시대에 반-자본주의적이고 환경친화적인 생활을 증진하기에 최적인 시의성을 갖고 있다고 생각한다.
텡기르 오르도는 키르기스스탄 국내에서 텡그리교의 가치와 전통을 진흥하고, 더 나아가 중앙아시아의 다른 튀르크족에게까지 전(前)이슬람 문화를 확산시켜 형제 민족들을 보다 밀접하게 만드는 것을 목표로 하고 있다.